# Duraid Lahham
 Duraid Lahham  (en árabe: دريد لحام, o Durid Laham, Damasco, 31 de enero de 1934)) es un comediante, escritor y director sirio. Interpretó el papel de "Ghawwar" en varias películas y series de televisión. Su coprotagonista a lo largo de su carrera fue Nihad Qali, quien interpretaba el papel de "Hosni Al Bordan".

## Biografía
Nació en el barrio Hay al-Amin de Damasco, Siria en el año 1934, de padre sirio y madre libanesa de Machghara . Creció en la pobreza trabajando desde pequeño para poder ganarse la vida. En su memoria siempre quedarían esos difíciles días de su niñez, recordando los tiempos en que solía comprar ropa usada, reservada para los pobres en Siria, y apenas ganaba suficiente dinero para poder alimentarse. Se matriculó en la Universidad de Damasco graduándose en licenciado en química. Durante sus años universitarios, participó activamente en los conjuntos juveniles de danza folklórica llamada "dabke" y dando sus primeros paso en la actuación. Finalizados sus estudios, Lahham se convirtió en profesor en el Departamento de Química de la Universidad. Mientras tanto, Lahham, en sus ratos libres impartía clases de baile folklórico relacionándose activamente con la comunidad artística en Siria. Debido a este reconocimiento, al momento de fundarse la cadena televisiva nacional de la República Árabe Siria en 1960, Lahham fue contratado por Sabah Qabbani junto con su amigo Nihad Qali para actuar una serie de episodios cortos llamados “Noches de Damasco” (Sahret Demashq). 
Durante la década de 1970, Lahham actuó en varias obras políticas que ganaron gran popularidad en todo el mundo árabe por sus críticas a las situaciones que tenían lugar en el mundo árabe en ese momento.
Está casado con su pareja de toda la vida Hala Bitar con los que tienen tres hijos: Thaer Lahham, Abeer Lahham, Dina Lahham.

De 1960 a 1976, Lahham y Qali formaron un dúo llamado "Duraid y Nihad" de gran éxito y fama entre la audiencia árabe. Sin embargo, en 1976, Nihad tuvo que retirarse ya que padecía una enfermedad que le impidió continuar con su trabajo junto a Lahham. A partir de ese momento, Lahham comenzaría a escribir, actuar y dirigir sus trabajos  .
La obra de Lahham estuvo siempre muy influenciada por los acontecimientos políticos en el mundo árabe y esto se reflejó en las diferentes obras que escribió y dirigió. Esto hizo que el teatro de Lahham no solo fuera cómico sino también de crítica política en su naturaleza.
Fue nombrado Embajador de Buena Voluntad de UNICEF de la región de Medio Oriente y África del Norte en 1999. En 2004, visitó los distritos del sur del Líbano que habían sido liberados de la ocupación israelí, y pronunció un discurso en una conferencia de prensa criticando a George W. Bush y Ariel Sharon, comparándolos con Hitler. Esto provocó que Tel Aviv protestara por el "lenguaje poco diplomático" de Lahham para un embajador de UNICEF, lo que resultó en que el UNICEF lo relevara de sus deberes.

## Reconocimientos
Lahham recibió varias distinciones en reconocimiento por sus contribuciones artísticas y trayectoria: 
- En 1976, Hafez al-Assad , presidente sirio de la época, otorgó a Lahham la Orden de mérito civil , clase de excelencia.
- En 1979, el presidente tunecino Habib Bourguiba le otorgó una medalla en reconocimiento a su trabajo.
- En 1991, el presidente libio Muammar al-Gaddafi le otorgó una medalla.
- En 2000, Lahham recibió la Orden del Mérito de la República Libanesa, que le otorgó el presidente libanés Émile Lahoud.

## Posición sobre la crisis Sira del 2011
Ha declarado en varias ocasiones su apoyo al gobierno sirio del presidente Bashar Al Assad y su posición contraria a la desintegración Siria como así también de los artistas Sirios que le dieron la espalda a su país optando por el exilio. Esto último lo llevó a enemistarse con la cantante Siria  Assala Nasri exiliada en Baréin por su pública posición contraria al gobierno Sirio de Al Assad.

### Controversia por sus declaraciones sobre Israel y cambio de postura hacia el régimen sirio
El actor sirio Duraid Lahham, generó polémica tras reconocer públicamente al Estado de Israel en una entrevista televisiva publicada por la cadena Catarí Al Jazeera el pasado 4 de enero de 2025, lo que desató fuertes críticas en las redes sociales. Lahham afirmó que Israel es una realidad aceptada internacionalmente y describió como "ilusión" y "locura" la idea de eliminarlo, provocando que algunos lo acusaran de "traidor" y señalaran que había arruinado su legado artístico.  
En la misma entrevista, Lahham justificó su silencio durante el régimen de Assad por temor a represalias, como el encarcelamiento en la temida prisión de Sednaya. Criticó la falta de pluralidad de opiniones bajo el gobierno de la familia Assad y denunció la censura artística, mencionando la prohibición de obras que incluyeran imágenes de animales, atribuida al simbolismo asociado a los caballos y la figura de Assad.

## Filmografía

### Cine
- Khayat Al-Sayyidate
- Allaz Al-Zareef
- Al-Hudood (1984)
- Al-Taqreer
- Ghriam Fee Istanbul
- Fendooq Al-Ahlam
- Imber Atwareaya Ghawwar
- Al-melyouneara
- 'aqed Al-lu' lu'
- Sah Al-Noum
- Kafroun
- Al-Muziafoun
- Mesek wa 'ember (Meratee Melyouneara)
- Samak Bala Hasak
- Al-Sa'aleek
- Imra'ah Taskoun Wahdaha
- Laqa' Fee Tahmer
- Al-Wardah Al-Hamra'
- Al-Tha'lab
- La'eb Al-Kura
- Zogatee Min Al-Habiz
- Al-Nasabeen Al-Thalatha
- 'indama Ta'gheeb Al-Zowagat
- Ana' 'antar
- Wahid + Wahid
- Al-Sadeeqan
- Al-Shereadan
- Ghawwar Jemis bounid
- Muqalib Fee Al-Mekseek
- Ramal Min Dheheb
- Al-Rajel Al-Munasib
- Al-Aba'a Al-Sighar
- Celina (musical)
- Damascus Aleppo (2019)

### Televisión
- Ahlam Abu Al hana
- Aaelati wa ana
- Al Kherbeh
- Hammam El-Hana
- Sah Elnoum
- Melh ou Sukar
- Wayn El Ghalat
- Al Doughri
- Aoudat Ghawar
- Maa'leb Ghawwar
- Sanaoud Baad Kalil